# Jakub Pigoń
Jakub Pigoń – polski filolog, dr hab. nauk humanistycznych, profesor nadzwyczajny Instytutu Studiów Klasycznych, Śródziemnomorskich i Orientalnych, prodziekan Wydziału Filologicznego Uniwersytetu Wrocławskiego.

## Życiorys
W 1992 obronił pracę doktorską W kręgu pojęć politycznych Tacyta: libertas – moderatio, 12 października 2004 habilitował się na podstawie pracy zatytułowanej Ze studiów nad technikami narracyjnymi Tacyta. Wypowiedzi proleptyczne. Jest zatrudniony na stanowisku profesora nadzwyczajnego w Instytucie Studiów Klasycznych, Śródziemnomorskich i Orientalnych na Wydziale Filologicznym Uniwersytetu Wrocławskiego i członka Komitetu Nauk o Kulturze Antycznej na I Wydziale Nauk Humanistycznych i Społecznych  Polskiej Akademii Nauk.
Był prodziekanem na Wydziale Filologicznym Uniwersytetu Wrocławskiego.